# Тодор Кесяков
Тодор Искров Кесяков е български политик.

## Биография
Роден е на 20 февруари 1831 г. в Пловдив. Брат е на офицера Константин Кесяков. През 1868 г. завършва Пловдивската гимназия.
От 1872 г. е ковчежник на местния конак в Пловдив. Предишната година влиза в настоятелството на девическото училище в Пловдив, а през 1873 г. е в черковното настоятелство на Пловдивската епархия. По време на Априлското въстание а арестуван.
След Руско-турската война от 1877 – 1878 г. влиза в централното благотворително настоятелство, подпомагащо пострадалите от войната и въстанието. Кесяков е сред членовете на депутацията, връчила мемоар на Европейската комисия против решенията на Берлинския договор.
След войната е водач на Либералната партия в Източна Румелия, а между 1879 и 1882 г. е директор на правосъдието на областта. 2 пъти е председател на нейния Постоянен комитет (1882 – 1883 и 1883 – 1884). Бил е член на временното правителство на Източна Румелия, създадено на 6 септември 1885 г. Участвал в организирането на гимнастическите дружества.
Депутат в Областното събрание на Източна Румелия и депутат в V и VI ОНС на Княжество България.